# Costo dell'elettricità per fonte
Il costo dell'elettricità generato da diverse fonti misura il costo della generazione di elettricità includendo l'ammortamento del capitale finanziario iniziale, il ritorno sull'investimento, come anche il costo operativo, del combustibile, e della indispensabile manutenzione. Il prezzo viene normalmente misurato in unità monetarie locali divise per unità di misura di lavoro dell'elettricità prodotta, ad esempio centesimi-per-kilowattora per piccoli numeri, oppure dollari-per-megawattora per le quantità maggiori.

Costi livellati dell'energia, rapporto del DOE, 2019

Il costo livellato dell'energia (levelized cost of energy o LCOE, noto anche come levelized energy cost o LEC) è un indice della competitività di diverse tecnologie di generazione di energia elettrica, diversificate per tipo di fonte energetica e per durata della vita media degli impianti. Rappresenta una stima economica del costo medio necessario per finanziare e mantenere un impianto di produzione energetica nel corso della sua vita utile, in rapporto alla quantità totale di energia generata durante lo stesso intervallo di tempo. Il costo livellato dell'energia costituisce quindi un valore di riferimento per il prezzo a cui vendere l'energia per unità di energia elettrica generata, al fine di avere un adeguato ritorno economico dei costi di finanziamento e manutenzione dell'impianto stesso durante il suo ciclo vitale.

## Fattori di costo
Nel calcolare i costi, bisogna considerare diversi fattori intrinseci di costo. (Notare che l'utilizzo della parola "costo," non corrisponde al prezzo di vendita, dal momento che questo può essere alterato da una certa varietà di fattori come sussidi su alcuni tipi di energia e fonti energetiche e all'opposto tasse su altri):
- Costi di capitale (che includono la gestione dei rifiuti, del rimborso dell'usufrutto (ad esempio di un tetto per il solare o di un terreno per l'eolico), del plausibile danno da inquinamento e/o danno paesaggistico e i costi di decommissioning, per tecnologie particolarmente sporche come il carbone e l'energia nucleare) - questi tendono a essere minori per le centrali a combustibile fossile; elevati per gli aerogeneratori, il solare fotovoltaico e il nucleare; molto alti per la conversione della spazzatura in energia, delle correnti marine e dello sfruttamento delle maree. L'energia più costosa, come investimenti di capitale per MW prodotto, è quella prodotta dal solare termico.[senza fonte]
- Costi operativi e di manutenzione - tendono ad essere elevati per il carbone, per il nucleare e per gli inceneritori (depurazione della cenere volante e smaltimento della cenere di fondo, per la discarica delle ceneri, per la ripulitura delle emissioni, l'operazione dei generatori di vapore). I costi operativi sono bassi per le turbine eoliche, il solare fotovoltaico, le energie rinnovabili in genere, e per le unità che soddisfano il picco di domanda, come le centrali a olio combustibile e a gas naturale.
- Costi del combustibile - alto per quelli fossili e per le biomasse, molto basso per il nucleare e nullo per le fonti rinnovabili, possibilmente negativo per la conversione della spazzatura in energia (si viene pagati per eliminarlo).
- Aspettativa di funzionamento orario nell'anno - parte da livelli bassi come il 3% di operatività per alcuni diesel impiegati nel picco di domanda invernale, al 25-30% dell'eolico, e fino al 90% per i reattori nucleari.
- Guadagni ulteriori, grazie alla rivendita del calore prodotto possono bilanciare i costi di produzione ordinari dell'energia elettrica, riducendo i costi netti nel caso specifico della cogenerazione (ad esempio in un'industria o in un condominio si genera contemporaneamente calore ed elettricità, prodotto con motori o turbine a gas). Anche il teleriscaldamento può essere utile per il riscaldamento di quartieri e di piccole città.
- Fattori come lo smaltimento di eventuali rifiuti (e questioni associate) e i diversi costi assicurativi non sono inclusi, come anche sono esclusi energia reattiva e carichi ausiliari, intendendo per questi ultimi la porzione dell'energia generata che serve a far funzionare i cosiddetti impianti ausiliari (impianti di demineralizzazione acque, pompe di circolazione, elettrofiltri, impianti per la gestione delle emergenze, ecc.).

Per valutare il costo totale della produzione dell'elettricità, i flussi dei costi vengono convertiti in un valore attuale netto utilizzando il concetto del time value of money. In questo caso i costi sono messi assieme usando un flusso di cassa scontato qui ("discounted cash flow") e qui.
Un altro elenco del calcolo dei costi viene mostrato qui:, qui , e , e .
La British Petroleum ha dichiarato che le energie rinnovabili si trovano in una curva di costi decrescenti - e tra queste il solare fotovoltaico anche di più rispetto alle turbine a vento, mentre le fonti non-rinnovabili sono in una curva di costi crescenti.
Nel decennio 2009-2019 il costo livellato dell'energia del solare fotovoltaico ha avuto un decremento dell'89%, rendendolo il più basso tra quelli di tutte le fonti energetiche. 

## Calcoli
Il costo denominato LEC (Levelised Energy Cost) è il prezzo al quale l'elettricità deve essere generata da una fonte specifica per poter rientrare delle spese, ossia il punto di pareggio ("break even"). Si tratta di un calcolo di bilancio economico del costi nell'intero sistema di generazione dell'energia, includendo tutti i costi nell'arco della vita utile dell'impianto: investimenti iniziali, operatività e mantenimento, costi del combustibile, costi di capitale, ed è molto utile per calcolare il vero costo finale della generazione elettrica da diverse fonti.
Può essere definita da un'unica formula consigliata dalla I.E.A.:
{\displaystyle \mathrm {LEC} ={\frac {\sum _{t=1}^{n}{\frac {I_{t}+M_{t}+F_{t}}{\left({1+r}\right)^{t}}}}{\sum _{t=1}^{n}{\frac {E_{t}}{\left({1+r}\right)^{t}}}}}}
dove
- {\displaystyle \mathrm {LEC} } = Costo livellato di generazione dell'elettricità (Average Lifetime Levelised electricity generation cost)
- {\displaystyle I_{t}} = Spese d'investimento nell'anno t
- {\displaystyle M_{t}} = Spese operative e di mantenimento nell'anno t
- {\displaystyle F_{t}} = Spese di combustibile nell'anno t
- {\displaystyle E_{t}} = Generazione di elettricità nell'anno t
- {\displaystyle r}   = Tasso di sconto
- {\displaystyle n}   = Vita operativa del sistema

Tipicamente i LEC sono calcolati per vite operative da 20 a 40 anni, e sono forniti come unità monetarie per chilowattora, ad esempio AUD/kWh (dollari australiani) oppure EUR/kWh (Euro) o per megawattora, ad esempio AUD/MWh (come nella tabella più sotto).

### Confini del sistema
Quando si comparano i LEC tra sistemi alternativi, è molto importante definire i confini del 'sistema' e i costi (anche "occulti") che sono inclusi in esso. Ad esempio, si devono calcolare le linee di trasmissione e il sistema di distribuzione nel costo? Tipicamente si includono soltanto i costi del collegare la fonte di generazione al sistema di trasmissione, che sono conteggiati come costi del generatore. Ma in alcuni casi è necessario un intero upgrade della rete, per la trasformazione in alta tensione da trasmettere a 150 km di distanza e oltre. Si tratta di una scelta delicata, perché alcune fonti, come quella nucleare, vengono costruite a più di 100 km dalle città, mentre ad esempio i generatori termoelettrici a gas a ciclo combinato, e i cogeneratori possono essere costruiti anche dentro le città, dove forniscono anche il vantaggio del teleriscaldamento. Questi benefici o costi collaterali, devono essere inclusi oppure no nel calcolo dei costi dell'energia?
Forse bisogna includere anche gli studi sui costi di ricerca e sviluppo, sulla possibilità di tassare la fonte energetica con conseguente guadagno per lo Stato. E i costi d'impatto ambientale e paesaggistico devono essere inclusi? Si devono includere i costi sulla salute pubblica e il danno ambientale? Si devono forse calcolare i costi sistemici dei sussidi governativi nel LEC?

### Tasso di sconto
Un'altra questione chiave è la decisione circa il valore del tasso di sconto {\displaystyle r}. Il valore che viene scelto per {\displaystyle r} spesso può cambiare in maniera radicale i 'pesi sulla bilancia' che determinano la decisione tra una scelta energetica e un'altra, dunque la decisione deve essere soppesata attentamente in base alla serie storica dei tassi d'interesse. Ad esempio conviene costruire l'idroelettrico e il nucleare (impianti che hanno un basso o nullo costo del combustibile, ma che necessitando di 6-10 anni per completarsi, accumulano molti interessi prima di cominciare a recuperare il capitale investito) quando si prevede che i costi di capitale rimarranno bassi per qualche anno (vedi tasso interno di rendimento). Il tasso di sconto dipende dal costo del capitale, includendo il bilancio tra il finanziamento del debito ("debt-financing") e l'auto-finanziamento ("equity-financing") tramite obbligazioni e partecipazioni azionarie, che permette di stabilire il rischio per l'impresa.

## Stime del Dipartimento dell'Energia degli Stati Uniti d'America
Le tabelle sottostanti elencano una stima di costi per l'elettricità per fonte per impianti che sono entrati o entreranno in servizio prima del 2016. Le tabelle provengono da un rapporto del Department of Energy (DOE) statunitense, pubblicato il 16 dicembre 2010.
- I Costi Sistemici Totali Livellati (la colonna più a destra) forniscono il costo in dollari per megawatt-ora che devono essere riscossi nel tempo, in modo da pagare per il costo totale. Si divide per 1000 per ottenere il costo per chilowattora (muovere il punto decimale di tre posizioni a sinistra per ottenere il vero valore).

Questi calcoli riflettono un aggiustamento in modo da tenere conto dell'alto livello di diossido di carbonio prodotto dalle centrali a carbone. Dal rapporto DOE:
"Viene aggiunto un aumento nel costo di capitale di 3 punti percentuali quando si valutano gli investimenti in tecnologie intensive in gas serra ("greenhouse gas", abbreviate GHG) come le centrali termiche a carbone e quelle che trasformano il carbone in carburanti liquidi ("coal to liquids", CTL) senza il controllo del carbonio e il suo sequestro (CCS). Si può obiettare che l'aggiustamento in 3 punti percentuali sia qualcosa di arbitrario, ma in termini di costi livellati il suo impatto è simile a quello di una tassa di emissioni pari a 15 $ per tonnellata metrica di anidride carbonica (CO2 )."
- O&M = Operatività e manutenzione.
- CC = Ciclo combinato.

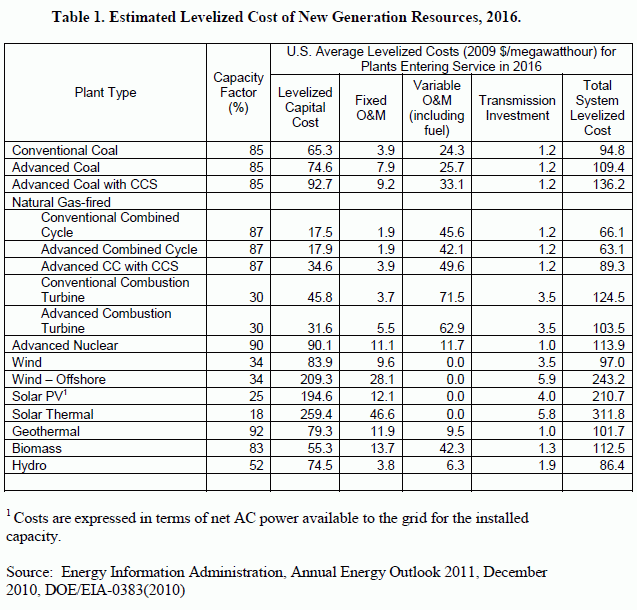
Costi livellati dell'energia, rapporto del DOE, 2011

- CCS = Cattura e sequestro del carbonio.
- PV = Fotovoltaico.
- GHG = Gas serra.

Il rapporto allegato alle tavole dichiara che (enfasi aggiunto da Wikipedia): I "costi livellati rappresentano l'attuale valore del costo totale del costruire e operare un impianto di generazione di potenza basandosi sia sui presupposti di vita finanziaria che sul ciclo di lavoro, trasformati in pagamenti uguali annui ed espressi in termini di dollari reali per rimuovere l'impatto dell'inflazione. I costi livellati riflettono i costi di capitale, i costi del combustibile, costi fissi e variabili dell'operatività e manutenzione, costi del finanziamento, e i presupposti del tasso di utilizzo per ogni tipo di impianto."

## Stime del 2010 nel Regno Unito
Nel marzo del 2010, un nuovo rapporto sui costi livellati di generazione nel Regno Unito venne pubblicato da  Parsons Brinckerhoff. Stabilisce una variabilità dei costi per ogni fonte, dovuta a varie incertezze ineliminabili. Le turbine a gas a ciclo combinato senza la cattura della CO2 non possono essere confrontate direttamente alle altre tecnologie a bassa emissione di carbonio nello studio della PB. I presupposti usati in questo studio vengono forniti nel rapporto, inoltre il rapporto inglese non copriva l'energia solare (molto scarsa e costosa in Gran Bretagna) né includeva i sussidi governativi "nascosti" per il "New Nuclear", che vanno ad aumentare (secondo varie stime) i costi da 18 £/MWh a 67 £/MWh sopra i valori dichiarati.
| Tecnologia                                              | Variabilità del costo (£/MWh) |
| ------------------------------------------------------- | ----------------------------- |
| Nuovo Nucleare                                          | 80-105                        |
| Eolico sulla terraferma                                 | 80-110                        |
| Biomasse                                                | 60-120                        |
| Turbine a gas naturale con sequestro della CO2 prodotta | 60-130                        |
| Carbone con sequestro della CO2 prodotta                | 100-155                       |
| Eolico Offshore                                         | 150-210                       |
| Turbina a gas naturale, senza la cattura della CO2      | 55-110                        |
| Energia mareomotrice                                    | 155-390                       |

Un'ulteriore stima britannica per il 2010 è lo studio della Mott MacDonald, pubblicato da DECC nel giugno del 2010.

## Analisi da fonti differenti

### California
Un rapporto dei LEC utilizzato dalla California Energy Commission è disponibile. Da questo rapporto, il prezzo per MWh per una fonte di energia municipale è mostrato qui:
| Tecnologia           | Costo (USD/MWh) |
| -------------------- | --------------- |
| Nucleare Avanzato    | 67              |
| Carbone              | 74-88           |
| Gas naturale         | 313-346         |
| Energia geotermica   | 67              |
| Idroelettrico        | 48-86           |
| Energia eolica       | 60              |
| Energia solare       | 116-312         |
| Biomasse             | 47-117          |
| Celle a idrogeno     | 86-111          |
| Energia mareomotrice | 611             |

Notare che i valori sopraindicati incorporano sgravi fiscali per vari tipi di centrali elettriche. I sussidi vanno dal 0% (per il carbone) fino al 14% (per il nucleare) fino a più del 100% (per il solare).

### Australia
La seguente tabella fornisce una selezione di "LEC" (costi dell'energia livellati) da due tra i maggiori rapporti governativi dell'Australia. Notare che questi LEC non includono nessun costo aggiunto derivato dalle emissioni di gas serra (come si potrebbero avere in seguito all'introduzione di una carbon tax oppure in base a scenari di mercato delle emissioni) associati a diverse tecnologie.
| Tecnologia                                                 | Costo (AUD/MWh) |
| ---------------------------------------------------------- | --------------- |
| Nucleare (in base al piano COTS)                           | 40–70           |
| Energia nucleare (tipica)                                  | 75–105          |
| Carbone                                                    | 28–38           |
| Carbone: IGCC + CCS                                        | 53–98           |
| Carbone: polverizzato supercritico + cattura del carbonio  | 64–106          |
| Turbina a gas (a ciclo aperto)                             | 101             |
| Energia geotermica                                         | 89              |
| Turbina a gas (a ciclo combinato)                          | 37–54           |
| Turbina a gas a ciclo combinato + CCS                      | 53–93           |
| Mini idroelettrico                                         | 55              |
| Energia eolica: (soltanto con elevato fattore di capacità) | 63              |
| Solare termico                                             | 85              |
| Biomasse                                                   | 88              |
| Fotovoltaico                                               | 120             |

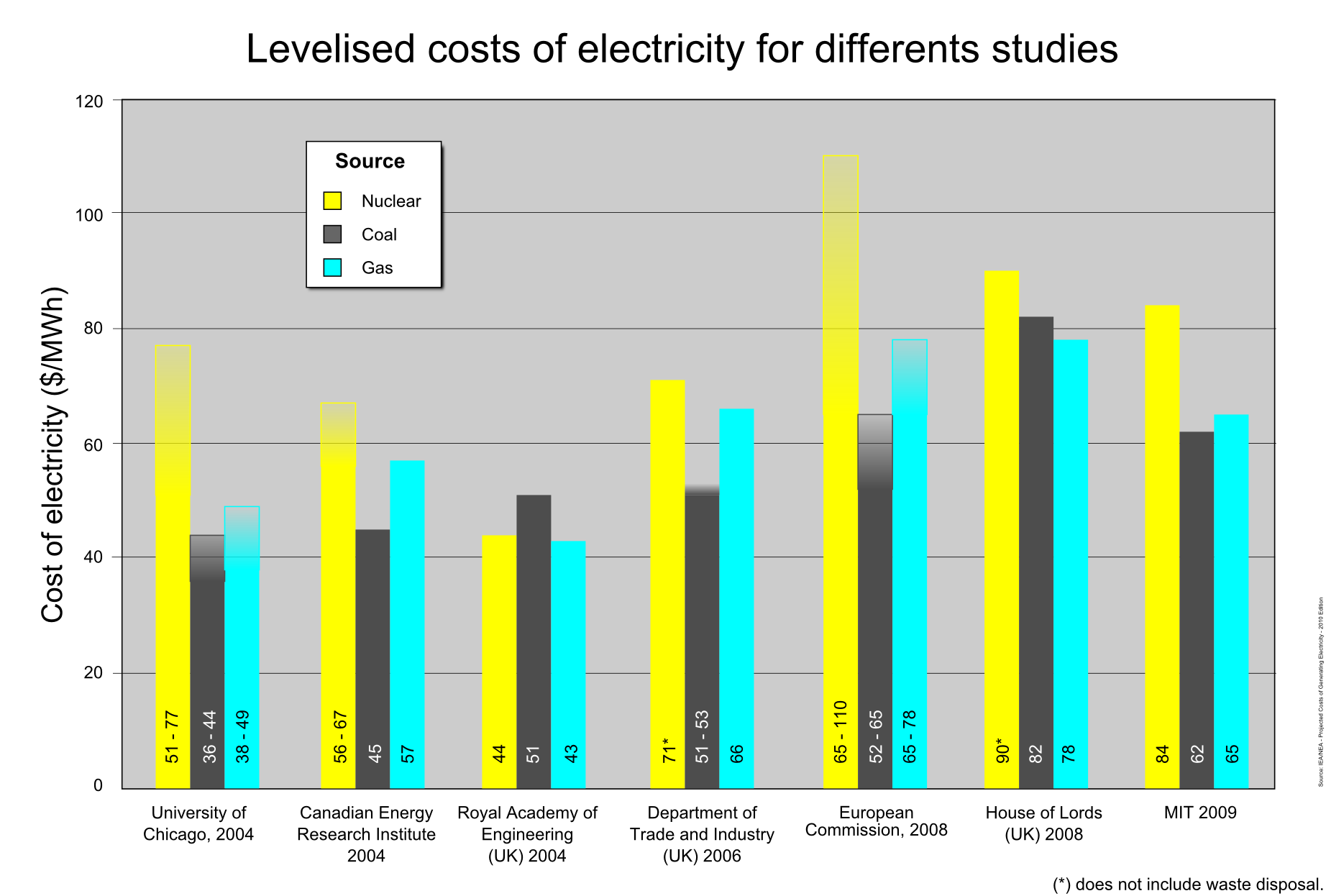

Nel 1997 l'associazione tedesca per il commercio degli aerogeneratori (Wirtschaftsverband Windkraftwerke e.V. –WVW) ordinò uno studio dei costi della produzione di elettricità degli impianti di potenza convenzionale, studio eseguito dalla Rheinisch-Westfälischen Institute per la ricerca economica –RWI). La RWI predisse costi di produzione dell'elettricità per kWh per il carico base per l'anno 2010 come elencati:
| Combustibile              | Costi per chilowattora in euro-cent. |
| ------------------------- | ------------------------------------ |
| Energia nucleare          | 10,7 €ct – 12,4 €ct                  |
| Carbone marrone (Lignite) | 8,8 €ct – 9,7 €ct                    |
| Carbone nero (bituminoso) | 10,4 €ct – 10,7 €ct                  |
| Gas naturale              | 11,8 €ct – 10,6 €ct.                 |

La parte classificata come carico base rappresenta circa il 64% del totale della produzione di energia elettrica. I costi accettabili per la produzione di elettricità destinata al carico medio e al carico di picco sono considerevolmente maggiori. Esisteva un valore medio per i costi della produzione di elettricità per tutte le classi di produzione convenzionale di elettricità e per i profili di carico nel 2010 che era di 10,9 €cent a 11,4 €ct per kWh. Il RWI calcolava questo sull'assunto che i costi della produzione di energia sarebbero dipesi sullo sviluppo del prezzo del petrolio crudo e che il prezzo del petrolio sarebbe stato di circa 23 US$ per barile nel 2010. In effetti il prezzo del petrolio è di circa 80$ statunitensi all'inizio del 2010. Questo significa che i costi effettivi della produzione dell'elettricità convenzionale devono essere per forza maggiori rispetto alle passate stime del RWI.
La WVW considera la tariffa legislativa incorporata ("feed-in-tariff") come la base per calcolare i costi della produzione di elettricità da fonti rinnovabili, questo perché la legge tedesca le rende economicamente fattibili, garantendo finanziamenti in rapporto all'energia prodotta e al diossido di carbonio non emesso (German Renewable Energy Sources Act-EEG).
I seguenti valori sono un riassunto dei costi della produzione di elettricità negli impianti di generazione di elettricità nel 2010:
| Fonte di energia          | Costo della produzione dell'elettricità (euro per megawattora) |
| Energia Nucleare          | 107,0 – 124,0                                                  |
| Carbone marrone           | 88,0 – 97,0                                                    |
| Carbone nero              | 104,0 – 107,0                                                  |
| Gas domestico             | 106,0 – 118,0                                                  |
| Metano importato          |                                                                |
| Energia eolica*           | 49,7 – 96,1                                                    |
| Energia eolica (offshore) | 35,0 – 150,0                                                   |
| Energia idroelettrica     | 34,7 – 126,7                                                   |
| Biomassa                  | 77,1 – 115,5                                                   |
| Elettricità dal Sole      | 284,3 – 391,4                                                  |

## Al di là dei terminali delle stazioni di sistema (costi di sistema)
I costi grezzi derivati dall'analisi sovrastante sono soltanto parte del quadro nella pianificazione e determinazione dei costi di una moderna griglia di potenza. Altre considerazioni sono la distribuzione del carico (profilo di carico), ad.es. come varia secondo per secondo, minuto per minuto, ora per ora, mese per mese. Per andare incontro alle variazioni del carico, generalmente è necessaria una miscela di opzioni di impianti, e il costo complessivo di come provvedere a soddisfare questo carico è allora importante. L'imprevedibile energia eolica ha una capacità di contribuire al carico molto scarsa, per via del basso fattore di capacità, e dunque durante le condizioni di scarso vento e calma piatta (spesso estive), è necessaria una forma di backup (fornita per lo più da generatori mossi da turbina a gas a ciclo combinato oppure dal motore diesel). Quasi tutte le altre forme di generazione dell'energia richiedono di un backup giornaliero o annuale, in maniera meno estesa.
Per soddisfare la domanda di picco in un sistema, che può soltanto persistere per poche ore in un intero anno, vale la pena utilizzare degli impianti economici da costruire, ma piuttosto costosi da operare con continuità - ad esempio alcune grosse reti usano anche il load shedding accoppiato ai generatori Diesel  nelle condizioni di picco o in quelle più estreme - il costo di produzione per kWh molto elevato è compensato dal risparmio di non dovere costruire altra capacità più costosa e dalla riduzione nell'uso di una riserva altrimenti variabile e inefficiente.
Nel caso dell'energia eolica, l'estrema variabilità della risorsa vento aggiunge costi addizionali in termini della necessità di affiancare altri impianti di riserva come quelli termoelettrici a gas naturale o diesel, oppure generatori idroelettrici da condotte forzate che portano l'acqua in alto sui bacini collinari durante i periodi di vento forte e ricuperano circa il 90% dell'energia immessa durante i periodi di calma piatta. Questo è dovuto al fatto che il vento smette di soffiare anche lungo le coste dell'oceano e spesso la fa per lungo tempo. Alcuni difensori dell'energia eolica sostengono che considerando una rete elettrica pan-europea i costi di back-up tendono ad essere bassi (per la presenza di molti impianti termoelettrici e dighe), dando luogo a costi finali dell'energia eolica simili a quelli della corrente attuale. Comunque, in genere questa viene considerata una posizione troppo ottimistica, applicabile soltanto per una quota marginale dell'energia, in luoghi dove ci sono monti, montagne, dighe o vecchi impianti termoelettrici.
Nel Regno Unito il costo di collegare nuovi aerogeneratori "offshore", sotto il punto di vista della connessione alla rete elettrica, è stato consistentemente calcolato dalla Grid/DECC/Ofgem come pari a 15 miliardi di sterline per il 2020. Queste 15.000.000.000 £ non includono il costo di nessuna nuova connessione alla rete europea - interconnettori, oppure una "supergrid", come dicono alcuni. Il costo di £15b è quello del collegare le "offshore wind farms" con cavi che tipicamente sono meno lunghi di 12 km, verso il punto di connessione "onshore" britannico più vicino sulla costa. Il costo di connessione e trasmissione elettrica di generatori eolici e di altri tipi di generatori nel Regno Unito fino al 2020, è di 4,7 miliardi di sterline (calcoli del 2010).
Quando un nuovo impianto viene aggiunto ad un sistema di potenza oppure ad una rete di distribuzione, gli effetti sono molto complessi - ad esempio, quando si aggiunge l'energia eolica a una rete, si hanno dei costi marginali associati alla produzione, con un ricarico di circa £20/MWh (per la maggior parte dovuti alla manutenzione - sostituzione di scatole del cambio e dei cuscinetti a sfera, ad esempio, e il costo dovuto al mancato guadagno, sostituzione con altre fonti ed eventuali multe), e anche se comunque offrirà una potenza elettrica più economica rispetto ad un impianto a combustibili fossili - il mercato dell'elettricità tenderà a forzare fuori dal sistema un impianto anche se solo marginalmente più costoso.
Con lo sviluppo dei mercati, diventa estremamente difficile per eventuali investitori estimare i probabili impatti e il rapporto costi/benefici dell'investimento in un nuovo impianto, dal momento che nei sistemi elettrici regolati dal libero mercato, tende a crearsi un incipiente carenza di capacità elettrica di picco, a causa delle difficoltà che hanno gli investitori di stimare accuratamente il ritorno economico, e per la necessità di indovinare ciò che farà la concorrenza.

## Teleriscaldamento
Il teleriscaldamento, che consiste nella vendita di parte del calore prodotto dalla centrale a quartieri o città vicine, è un'opzione molto praticabile in autunno e inverno, soprattutto nel caso di generatori a cella a combustibile (idrogeno), a turbina a gas, oppure generatori diesel-elettrici. In Russia esistono centrali a carbone in mezzo alle città, che inviano calore al quartiere dove si trovano. Queste procedure riducono l'efficienza del sistema di generazione elettrica, ma se si vuole evitare un eccessivo riscaldamento dell'ambiente, la vendita di calore agli edifici circostanti indirettamente riduce il costo complessivo dell'elettricità prodotta.

## Cogenerazione
La cogenerazione consiste nel bruciare un combustibile per produrre calore (per riscaldare ambienti, bagni, piscine, ecc.), e allo stesso tempo adottare dei sistemi che permettano la contemporanea  produzione di elettricità con la stessa quantità di combustibile. Teoricamente il costo dell'elettricità per cogenerazione è dato dalla differenza tra il costo della semplice caldaia e il co-generatore ammortizzato nel tempo (come ad esempio il modello TANDEM che funziona con il gas naturale della rete), e aumentando il suo utilizzo questo valore tende a diventare minimo (ad eccezione della manutenzione del motore del cogeneratore, che ha bisogno di olio lubrificante, filtri dell'aria e dell'olio, candele, ecc.) Ovviamente in primavera ed estate questo sistema non dovrebbe essere avviato, e si può ricorrere alla produzione di energia (e di calore) tramite pannelli solari.

## Costi di assicurazione oppure quelli dovuti a incidenti

### Assicurazioni
Alcuni dei costi che incidono sul costo dell'energia sono di tipo assicurativo. Negli Stati Uniti d'America, gli imprenditori e le imprese valutano attentamente queste spese, e molti affermano che lo scarso numero di centrali nucleari costruite negli USA dopo il 1986 sia dovuto a queste causa.

### Danni certi, costanti e progressivi
Alcuni dei danni causati dall'utilizzo di fonti di energia fossile, provocati dall'utilizzo del carbone, del petrolio o anche del più pulito gas naturale non vengono adeguatamente tassati dagli stati sulle imprese.  Il danno ambientale (ad es. all'agricoltura e al turismo) e sanitario (spese aggiuntive per i privati e per i sistemi sanitari nazionali) ricade molto spesso soltanto sulla collettività. Per questa ragione è stata proposta la Carbon tax, come metodo per rendere più equa la ripartizione dei costi dovuti agli effetti collaterali della catena energetica.

### Catastrofi
Per catastrofe si intende un incidente che provoca non soltanto la perdita fisica oppure dell'operatività dell'impianto, ma un danno molto esteso, con danno letale a vite umane e animali anche al di fuori di esso, e la svalutazione o abbandono totale di terreni e immobili, e dei macchinari e/o industrie che si trovano in essi. Molto spesso le catastrofi hanno una gravità che supera il livello massimo del risarcimento garantito dalle assicurazioni, come è avvenuto ad esempio nel disastro del Golfo del Messico del 2010 che vide l'esplosione e la perdita integrale della piattaforma petrolifera "Deep-Water Horizon" e successivamente una serie di danni ingentissimi  causati dalla fuga di petrolio direttamente dalla verticale del pozzo, che ha danneggiato la pesca, il turismo e l'ecologia di parecchi paesi.
Attorno alla centrale di Černobyl' (anche se due reattori hanno continuato a funzionare) è stato necessario evacuare definitivamente la popolazione nel territorio in un raggio di 50 km dalla centrale, abbandonando la città di Pryp"jat'. Si calcola che una simile evacuazione permanente dovrà essere eseguita attorno alla centrale nucleare di Fukushima Dai-ichi, cosa che implica lo spostamento definitivo di 100.000-200.000 persone, con l'abbandono di molte case e la cessazione di molte attività economiche.